# Pam Beesly
Pamela Morgan Halpert (de soltera Beesly) és un personatge fictici de la comèdia de televisió nord-americana The Office, interpretat per Jenna Fischer. La seva homòloga a la sèrie original britànica de The Office és Dawn Tinsley. Pam comença la sèrie com a recepcionista a l'empresa de distribució de paper Dunder Mifflin. Més tard es converteix en venedora i, finalment, a l'administradora de l'oficina, fins que se'n va al final de la sèrie. El seu personatge és al principi tímid i insegur, però es torna cada cop més ferm a mesura que avança la sèrie. Té inclinacions artístiques durant tota la sèrie i assisteix a una escola d'art. Pam comparteix una amistat, i després un romanç, amb Jim Halpert, amb qui comença a sortir a la quarta temporada, es casa i forma una família.

## Casting i desenvolupament del personatge
El personatge de Pam va ser creat originalment per ser molt similar a la seva homòloga britànica, Dawn Tinsley. Fins i tot detalls minúsculs, com la manera com Pam portava els cabells cada dia, van ser considerats pel productor executiu, Greg Daniels. "Quan vaig entrar a The Office, el director de càsting em va dir: 'Si us plau, tingues un aspecte normal'", recorda Jenna Fischer. "No et posis maca i atreveix-te a avorrir-me amb la teva audició". Aquestes van ser les paraules. Atreveix-te a avorrir-me".
Fent cas del consell, Fischer va parlar poc durant les audicions, en què va ser entrevistada en personatge pels productors del programa, en un format d'improvisació, per imitar la premissa del documental del programa. "La meva opinió sobre el personatge de Pam era que no tenia cap formació en mitjans de comunicació, així que no sabia com ser una bona entrevista. I, a més, no li importava l'entrevista", va dir a NPR. "Així que vaig donar respostes molt curtes d'una sola paraula i em vaig esforçar per no ser graciosa o intel·ligent, perquè vaig pensar que la comèdia sortiria de, ja saps, les reaccions humanes reals a la situació... i els va agradar aquesta presa".
“Quan vaig anar a l'audició, la primera pregunta que em van fer sobre el personatge de Pam va ser: “T'agrada treballar com a recepcionista?” Vaig dir: “No”. I això va ser tot. No vaig parlar més que això. I van començar a riure's ".
Fischer es va trobar creant una història de fons molt elaborada per al personatge. Durant les primeres temporades, va mantenir una llista de la història del personatge revelada en pantalla pels creadors, així com els seus pensaments imaginatius sobre la història de Pam. Va crear una norma amb el departament de perruqueria i maquillatge del plató perquè no semblés que Pam trigava més de 30 minuts a pentinar-se, i va formular idees sobre qui havia regalat a Pam cada joia que portava o on havia anat a la universitat. Fischer també va elaborar amb cura el tranquil personatge de Pam. "Bé, el meu personatge de Pam està realment encallat", va explicar a NPR. "És a dir, és una subordinada a aquesta oficina. I per això, crec que per a ella, l'única manera d'expressar-se és en els silencis, però es pot dir molt no dient res." Kathryn Hahn també va fer una audició per al paper.
Originalment mansa i passiva, el personatge es va tornar més assertiu amb el pas de les temporades, cosa que va portar Fischer a reavaluar la seva interpretació. "He d'enfocar Pam de manera diferent [ara]", va explicar a la quarta temporada, una temporada decisiva en què el seu personatge finalment comença una relació llargament esperada amb Jim i és acceptat a l'Institut Pratt. "Té una relació amorosa, ha trobat la seva veu, ha començat a fer classes d'art. Totes aquestes coses han d'informar el personatge i necessitem veure canvis en la seva forma de moure's, de parlar, de vestir, etc."
Pam Halpert ha aparegut en gairebé tots els episodis, amb les excepcions de "Business Ethics", "St. Patrick's Day" i "New Leads", en què només se sent la seva veu, i diversos episodis de la temporada 8, des de "Mrs. Califòrnia" fins a "Pool Party", en els quals no va aparèixer en absolut, ja que Fischer estava de baixa per maternitat al mateix temps que el personatge.